# San Pedro de Jujuy
San Pedro is een plaats in het Argentijnse bestuurlijke gebied San Pedro in de provincie Jujuy. De plaats telt 57.018 inwoners.

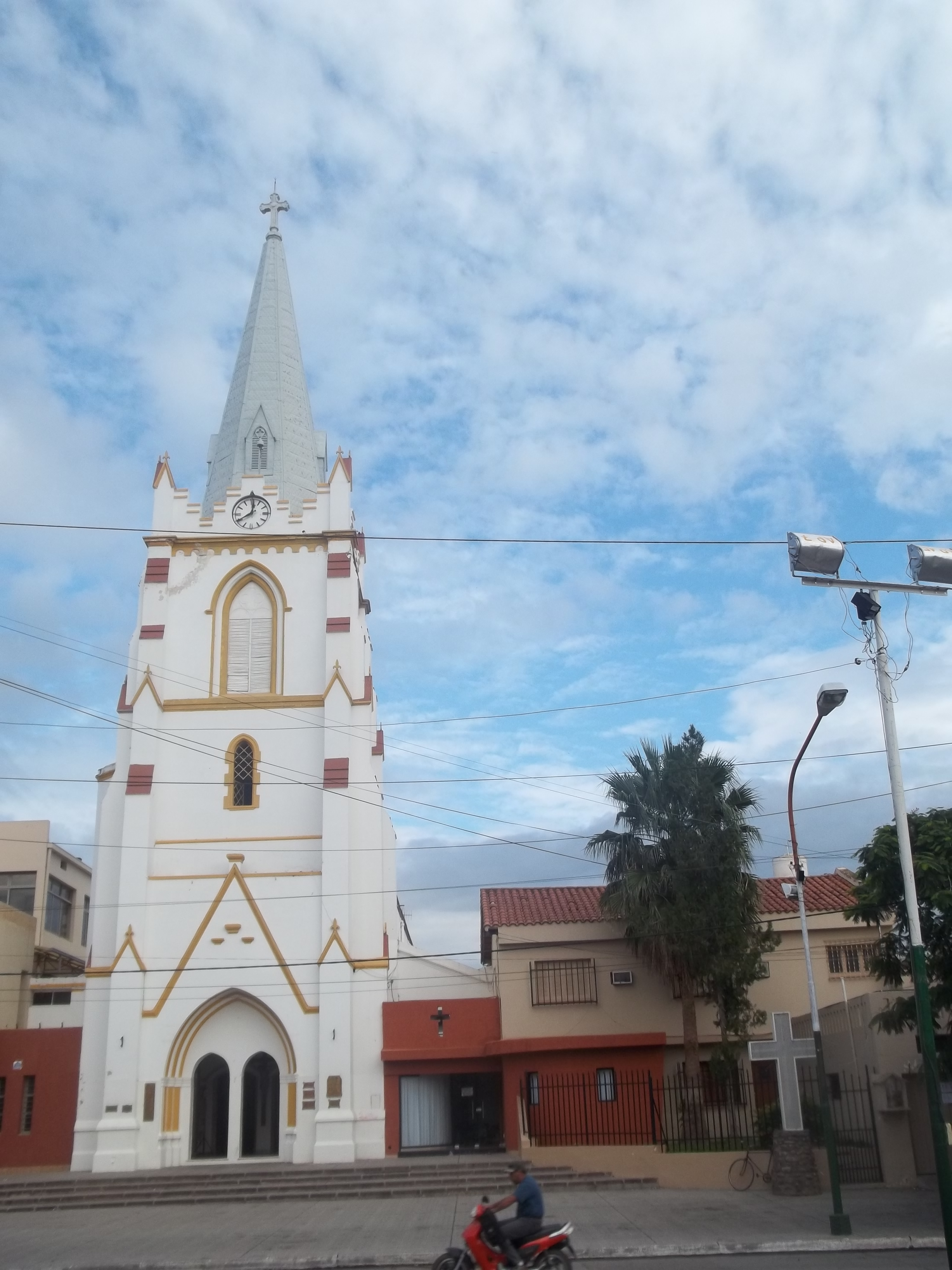
Katholieke kerk in San Pedro de Jujuy